# Marie Zinck
Marie Elisabeth Zinck  (1. juni 1789 - 6. april 1823), var en dansk operasanger og skuespiller, gift med operasanger Johan Georg Christoffer Zinck (1788–1828).